# Podothrips semiflavus
Podothrips semiflavus är en insektsart som beskrevs av Ian A. Hood 1913. Podothrips semiflavus ingår i släktet Podothrips och familjen rörtripsar. Inga underarter finns listade i Catalogue of Life.